# Pavao Rauch
Barun Pavao Rauch (Zagreb, 20. veljače 1865. – Martijanec, 29. studenog 1933.), hrvatski političar, pristaša unionista. Hrvatski ban od 1908. do 1910. godine. Banovao je u tijekom Aneksijske krize i Veleizdajničkog procesa, potaknutog velikosrpskom agitacijom u Hrvatskoj. Budući da je kralj Franjo Josip I. raspustio Sabor, Rauch je vladao gotovo samostalno, iako nije bio osobito popularan. Sukobljavao se s Hrvatsko-srpskom koalicijom, želeći je udaljiti od Beograda. Njegovo glasilo bile su novine Ustavnost. Imao je ambiciozan gospodarski plan, koji uglavnom nije ispunjen. Ispravno je uvidio i potrebu financijske samostalnosti Hrvatske.

## Rani život i karijera
Potječe iz plemićke obitelji Rauch od Nyéka, koja se doselila u Hrvatsku krajem 16. stoljeća iz Sedmogradske. Ivan Rauch i Adam Daniel Rauch vršili su dužnost podbana Kraljevine Hrvatske. Pavlov pradjed, c. i kr. general Pavao Rauch, dobio je naslov baruna. Pavao Rauch se rodio u Zagrebu kao sin baruna Levina Raucha (kasnijeg bana) i Antonije grofice Sermage. Klasičnu gimnaziju je pohađao u Zagrebu kao privatist te je svršio s odličnim uspjehom 1882. godine. U mladosti se bavio i lirikom i glazbom. Studirao je pravo od 1882. na sveučilištima u Beču i Budimpešti. Učio je i govorio mađarski, njemački i francuski. Nakon smrti svoga strica Đure naslijedio je njegovo dobro Martijanec kod Varaždina, čijem se vođenju posvetio. Potom je 1895. izabran za zastupnika u Hrvatski sabor, gdje je oštro istupao protiv Khuen-Hedervaryja. Na izborima 1897. bio je izabran za zastupnika kotara Ludbreg. 1900. Sabor je bio raspušten te se Rauch nakratko povukao iz politike. 1905. vratio se u sabor kao virilist te napao pasivno držanje Narodne stranke.
20. travnja 1908. vjenčao se u Beču s Rosinom pl. Baechlé, kćerkom poznatog veleindustrijalca. Imali su dvoje djece.

## Banovanje
Banom je imenovan 8. siječnja 1908., nakon kratkotrajnog banovanja Aleksandra pl. Rakodczaya (1907./08.). Kralj i ugarsko-hrvatski premijer Wekerle njegovim imenovanjem željeli su dobiti bana koji će vladati sistematično i strogo te oslabiti Koaliciju i prekinuti njene veze s Beogradom. Dolazak Pavla Raucha na mjesto bana bilo je u izravnoj vezi s odlukom austro-ugarskoga ministarskog vijeća od 1. prosinca 1907. da, kada to prilike dopuste, anektira Bosnu i Hercegovinu Monarhiji. Da bi se to provelo sa što manje unutarnjih političkih napetosti, u banskoj je Hrvatskoj trebalo uspostaviti takvu vlast koja će podržati aneksionističke planove. Još prije formalnog stupanja Pavla Raucha na bansko prijestolje njegov je prethodnik sredinom prosinca 1907. raspustio Hrvatski sabor u kojem je Hrvatsko-srpska koalicija imala većinu.
Vlak kojim je Rauch došao u Zagreb dočekalo je oko 10.000 prosvjednika, koji su bacali jaja i rajčice. U svom instalacijskom govoru izjavio je da neće praviti razlike između građana Kraljevine obzirom na vjeru ili nacionalnost te da je izrazio želju za suradnjom s hrvatskim Srbima. Izbori za novi saziv hrvatskog Sabora održani su 27. i 28. veljače 1908. godine. Hrvatsko-srpska koalicija osvojila je 53 zastupničkih mandata i vrlo sigurnu saborsku većinu. Starčevićeva stranka prava, kojoj je na čelu stajao Josip Frank, dobila je 24 mjesta u Saboru. No, pravaši su se ubrzo rascijepili na frankovce (Stranka prava) i milinovce (Starčevićeva stranka prava). Najveće iznenađenje izbora bio je potpuni neuspjeh Ustavne stranke, iza koje je svojim banskim autoritetom stajao barun Rauch, koja nije osvojila niti jedan zastupnički mandat. Sabor se u novom sastavu sastao samo jedanput (12. ožujka 1908.). Na njegovoj drugoj sjednici održanoj 14. ožujka 1908., pročitan je kraljev reskript kojim je rad Sabora odgođen do daljnje odluke vladara. Izbio je štrajk studenata i učenika. Hrvatski je parlament nastavio s radom tek sredinom ožujka 1910., nakon Rauchova odstupa s banske časti. Rauch je vladao apsolutističkim metodama, oslanjajući se na Čistu stranku prava i klerikalce te tiskajući novine svoje stranke, Ustavnost. Ipak, u potpunosti je poštovao zakone i pravilnike. Optuživan je da je sam sebi naručivao i organizirao srdačne dočeke u vrijeme kad je bio izuzetno nepopularan, primjerice u Osijeku.
Položaj mu je travnja 1908. potresala i afera Medaković, zbog koje je bio i kod austrijskog cara. Zbog odgađanja sastajanja Hrvatskog sabora, oporba ga je optuživala da je zbog njega Hrvatska jedina zemlja u Austro-Ugarskoj u kojoj nema ustavnog života. Rauch je opstao. Imenovan je za tajnog carskog savjetnika, ali to nije promaklo oporbi.
18. lipnja 1903. u Zagrebu bile su održane demonstracije protiv Raucha zato što je namjeravao predati ugarskoj vladi državni zemaljski ugljenokop Vrdnik na Fruškoj gori. Ugljenokop je bio važna strateška sirovina za željeznice oko kojih se Ugarska bila mnogo angažirala, a preko kojih je širila mađarizaciju (v. incident sa spaljivanjem mađarske zastave i ulogu Ravnateljstva mađarskih željeznica u Zagrebu u tome).  Srpnja 1908. održane su demonstracije protiv njega u Karlovcu kad je želio nazočiti ukidanju državnih mitnica (malta) u Mostanju i Dugoj Resi. Demonstracije su vodili karlovački oporbenjaci iz saborskih klupa Edo Lukinić, Božidar Vinković i Gustav Modrušan. Banjavčić je dolio ulje na vatru oslovivši bana Raucha "najhrvatskim banom poslije Mažuranića". Oporba je ovu izjavu ocijenila narodnom izdajom i zahtijevala ostavku. Banjavčić je to i učinio. Na njegovo mjesto došao je povjerenik Gjuro Horvat.

### Hrvatsko-srpski odnosi
Zbog aneksijske krize i zaoštravanja odnosa sa Srbijom, zabranio je sve srbijanske novine u Hrvatskoj, premjestio sjedište kotara iz Vrginmosta (Gvozda) u Topusko (poništavajući odluku Srbima sklonog Khuena) te je zatražio da svi natpisi i dokumenti budu na latinici. U ožujku 1909. pod vodstvom državnog tajnika Milana Accurtija počeo je tzv. Veleizdajnički proces protiv 53 Srbina iz Hrvatske, za koje je dokazana veleizdajnička aktivnost i velikosrpska propaganda. Tijekom posjeta muzeju u Kninu bio je neugodno napadnut od strane skupine građana, koja je od njega zahtijevala da ode.

### Kritika u inozemstvu
Britanski povjesničar, politolog i stručnjak za pitanja Austro-Ugarske, Robert Seton-Watson, pod pseudonimom Scotus Viator izdao je na engleskom knjižicu "Apsolutizam u Hrvatskoj" u kojem napada Raucha za samovoljno vladanje protivno hrvatskim interesima. Izidor Kršnjavi odgovorio je Seton-Watsonu u tisku, pokazujući njegovo nerazumijevanje ugarsko-hrvatskih, hrvatsko-srpskih odnosa i specifičnosti hrvatske politike. Ukazao je i na to da je Rauch u potpunosti poštovao zakone, ustav i pravila.

### Gospodarska politika
Ban Rauch imao je izuzetno ambiciozan i napredan gospodarski plan. Želio je bolje trgovačke škole, šumarsku akademiju u Zagrebu i željezničku školu u Hrvatskoj. Plan je predviđao gradnju željeznica (uključujući i spoja s Dalmacijom), kanala, uređenje riječnih obala. Htio je povećati plaće učiteljima. Zalagao se za autonomni hrvatski zemaljski porez od 15%, kojim bi Hrvatska konačno došla do više prihoda, jer je po Nagodbi samo 44% ostalih poreza ostajalo Vladi u Zagrebu. No, HSK ga nije podržala. Rauch je obilazio Hrvatsku, želeći saznati više o gospodarskim problemima pojedinih krajeva. Potaknuo je osnivanje Hrvatske obrtničke komore te je donio Zakon o osiguranju radnika, kojim su svi radnici dobili obvezno osiguranje u slučaju bolesti.  U kolovozu 1909. otvoren je Zemaljski ured za osiguranje radnika. Poticao je i turizam u Hrvatskom primorju. Započeo je gradnju poliklinike na Šalati, a na Medvednici je financirao otvaranje tuberkuloznog sanatorija. Uspio je dobiti dio sredstava od ugarske vlade za investicije, a u svojim naporima za poticanje hrvatskog gospodarstva investirao je i više nego što je proračun hrvatske vlade mogao izdržati.

### Kabinet
- podban i predstojnik odjela unutarnjih poslova: Nikola pl. Czernkovich Dolski (do 1909.), Slavko Cuvaj
- predstojnik odjela za pravosuđe: Dr. Slavko Aranicki
- predstojnik odjela za prosvjetu i bogoštovlje:

### Ostavka
Padom Wekerleove koalicijske vlade u Ugarskoj i stupanjem Khuen-Hedervaryja na mjesto ugarskog premijera, u pitanje je došao Rauchov položaj. 24. prosinca 1910. Rauch je otišao u Budimpeštu Hedervaryju predati ostavku, koju je on odbio, odgodivši raspravu o hrvatskom pitanju za poslije. Bečki dvor htio je vidjeti Raucha na položaju hrvatskog ministra, no Mađari su se tome usprotivili, jer im je smetala Rauchova naklonost caru. Rauch je potom pregovarao s Hedervaryjem. Khuen je od njega tražio suradnju s Hrvatsko-srpskom koalicijom i mekši nastup prema njima. On je odvratio da može surađivati samo s Frankom te je predložio Stjepana Erdődyja za svog nasljednika. No, HSK nije preferirala Erdődyja. Istovremeno su u Budimpeštu na pregovore pošli Nikola Tomašić i drugi zastupnici te je naposljetku Tomašić imenovan banom. Rauch je primio carevo pismo kojim se smjenjuje s dužnosti bez ijednog odlikovanja ili pohvale, što je bio znak razočaranja ili negodovanja.

## Kasniji život
Povukao se iz javnog života te je živio između Crikvenice (gdje je posjedovao "Vilu Nemo") i Martijanca. Krajem rata dolazi do napada Zelenog kadera na njegovo imanje u Zagorju. 3. studenog s imanja su pobjegli svi zaposlenici, a 50 vagona žita bilo je zapaljeno. 1918., tijekom raspada Monarhije, zatvoren je u Zagrebu zajedno s Josipom Sarkotićem, no uskoro je pušten. Njegova vila u Crikvenici pretvorena je u dječji vrtić. 1928. u Zagrebu napisao je svoje memoare, koji su izdani kao knjiga 2009. Umro je na svom imanju u Martijancu, 1933. Pokopan je u Pušći kraj Zaprešića.